# Leiopsammodius inflatus
Leiopsammodius inflatus är en skalbaggsart som beskrevs av Cartwright 1955. Leiopsammodius inflatus ingår i släktet Leiopsammodius och familjen Aphodiidae. Inga underarter finns listade i Catalogue of Life.